# Demografía de Tonga

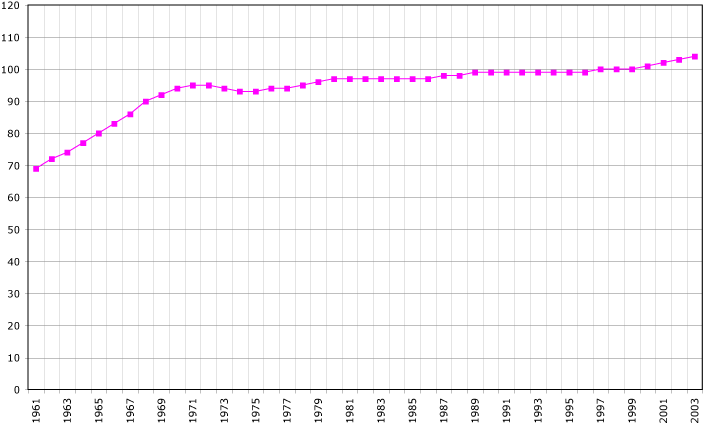
Evolución de la población de Tonga desde 1961 hasta 2003. Número de habitantes en miles. Datos de FAO, año 2005.

Más de la mitad de los habitantes de Tonga se concentran en la mayor de las islas, Tongatapu, que cuenta con una superficie de 260 km². La densidad media de población de las islas llega a los 140 habitantes por km².
A pesar de que muchos tonganos se han trasladado al único núcleo urbano que hay en todo el archipiélago, Nukualofa (en el que conviven el modo de vida tradicional y el europeo), la vida en los poblados y los vínculos familiares siguen siendo muy importantes en la cultura tongana. La vida cotidiana está muy influenciada tanto por las tradiciones polinesias como por el cristianismo: por ejemplo, cualquier actividad comercial o lúdica se suspende en domingo, mientras la Constitución declara sagrado el sábado.
Los tonganos, grupo de raza polinesia con algunas aportaciones melanesias, constituyen el 98% de la población. El resto está compuesto por europeos, mestizos europeo-tonganos y emigrantes de otras islas del Pacífico. También viven algunos centenares de chinos.

## Población
112.422 (julio de 2005 est.)

## División por edades
0-14 años: 36,2% (hombres 20.738/mujeres 19.907)
15-64 años: 59,7% (hombres 33.226/mujeres 33.853)
65 años o mayores: 4,2% (hombres 2.031/mujeres 2.667) (2005 est.)

## Tasa de crecimiento de la población
1,98% (2005 est.)

## Tasa de nacimientos
25,18 nacimientos/1.000 personas (2005 est.)

## Tasa de defunciones
5,35 defunciones/1.000 personas (2005 est.)

## Tasa de emigración
0 emigrantes(s)/1.000 personas (2005 est.)

## Población por sexo y edad
Al nacer: 1,05 hombre(s)/mujer
0-14 años: 1,04 hombre(s)/mujer
15-64 años: 0,98 hombre(s)/mujer
65 años o mayores: 0,76 hombre(s)/mujer

## Población total
0,99 hombre(s)/mujer (2005 est.)

## Tasa de mortalidad infantil
14,45 muertos/1,000 nacidos vivos (2005 est.)

## Esperanza de vida
Población total: 69,53 años
Hombres: 67,05 años
Mujeres: 72,14 años (2005 est.)

## Fertilidad
3 hijos/mujer (2005 est.)

## Grupos étnicos
Polinesios, Europeos (aprox. 300)

## Idiomas
Tongano e Inglés

## Alfabetización
Definición: Saben leer y escribir tongano o inglés
Población total: 98,5%
Hombres: 98,4%
Mujeres: 98,7% (1996 est.)
- Datos: Q1273397